# FUSE OF LOVE
『FUSE OF LOVE』（フューズ・オブ・ラヴ）は、倉木麻衣の5作目のオリジナル・アルバム。

## 概要
倉木本人は「FUSE OF LOVE」の意味を「愛の導火線」と語っている。これまでたくさんの人から愛を受けながら進んできた音楽活動を振り返ると同時に、今度は自分から音楽を通じて渡したいという思いから、このタイトルが付けたとのことである（元々は『FUSE』というタイトルになる予定であったが、後に正式変更された）。このタイトルは、アルバム発売後すぐにスタートしたライブツアーのタイトルにも使用されている。それまではR&Bを基軸とした、アメリカン・ポップの要素が強い音楽性のアルバムを発表してきた倉木だったが、本作ではセルフプロデュースを行った。結果、J-POP色が色濃く出るアルバムとなった。
初めて本格的にダウンロード販売された作品である。iTunes Storeでは特集ページも設置されていた。
アルバムを作り始めたのは6月からで、短期間で制作された（『Music Freak Magazine』129号より）
なお、倉木麻衣のアルバムでは唯一『名探偵コナン』のタイアップ曲が収録されていない。

## 収録曲
| 全作詞: 倉木麻衣。 |                           |           |                             |                                 |      |
| #                  | タイトル                  | 作詞      | 作曲                        | 編曲                            | 時間 |
| 1.                 | 「Honey, feeling for me」 | 倉木麻衣  | 大野愛果                    | 鎌田真吾                        | 4:08 |
| 2.                 | 「P.S♡MY SUNSHINE」       | 倉木麻衣  | 岡本仁志 (from GARNET CROW) | 岡本仁志                        | 3:50 |
| 3.                 | 「You look at me〜one」   | 倉木麻衣  | 大賀好修 (from OOM)         | 大賀好修                        | 3:59 |
| 4.                 | 「駆け抜ける稲妻」        | 倉木麻衣  | 大賀好修                    | 大賀好修                        | 5:01 |
| 5.                 | 「Don't leave me alone」  | 倉木麻衣  | 大賀好修                    | 大賀好修                        | 4:55 |
| 6.                 | 「Love,needing」          | 倉木麻衣  | 大野愛果                    | 麻井寛史 (from the★tambourines) | 3:18 |
| 7.                 | 「ダンシング」            | 倉木麻衣  | 徳永暁人                    | 徳永暁人                        | 3:48 |
| 8.                 | 「Tell me what」          | 倉木麻衣  | 大野愛果                    | 岡本仁志                        | 3:51 |
| 9.                 | 「LOVE SICK」             | 倉木麻衣  | 大野愛果                    | 大賀好修                        | 4:07 |
| 10.                | 「明日へ架ける橋」        | 倉木麻衣  | 徳永暁人                    | 池田大介、徳永暁人              | 4:00 |
| 11.                | 「I sing a song for you」 | 倉木麻衣  | 大野愛果                    | ピアノアレンジ: 大野愛果        | 3:53 |
| 12.                | 「chance for you」        | 倉木麻衣  | 大野愛果                    | 麻井寛史                        | 3:31 |
| 合計時間:          | 合計時間:                 | 合計時間: | 合計時間:                   | 48:21                           |      |

### 楽曲解説
1. 「Honey, feeling for me」
遠距離恋愛中の2人が、久々に会う心境を歌った曲。
2. 「P.S♡MY SUNSHINE」
21stシングル。フジテレビ『めざましどようび』テーマソング。（2005年4月〜2005年6月）
3. 「You look at me〜one」
20thシングル「ダンシング」のカップリング曲。「スポーツうるぐす」4月〜6月度テーマソング。
4. 「駆け抜ける稲妻」
曲中、実際に稲妻のようなSEが入れられている。
5. 「Don't leave me alone」
アルバムタイトルの意味である「愛の導火線」にちなんだ言葉が登場する作品。
6. 「Love,needing」
19thシングル。初のセルフプロデュース作品。
7. 「ダンシング」
20thシングル。Jリーグ徳島ヴォルティス公式テーマ曲。「いろメロ呼び出し中の音」CMソング。
8. 「Tell me what」
9. 「LOVE SICK」
10. 「明日へ架ける橋」
18thシングル。NHK夜の連続ドラマ『ドリーム〜90日で1億円〜』・『もっと恋セヨ乙女』・『火消し屋小町』主題歌。
11. 「I sing a song for you」
ピアノとボーカルだけで構成されるバラード。アルバムのみの収録曲の中で唯一フルPVが存在する曲。
12. 「chance for you」
ライブではアンコールにほぼ必ず披露される作品で、観客との斉唱が定番となっている楽曲。2010年6月19日に公開された映画『ソフトボーイ』の主題歌に、リリースから5年の時を経てタイアップされた。こちらは再レコーディングされたシネマバージョンで、デジタル音楽配信されている。また、20周年バージョンが2019年10月5日から『ぶらり途中下車の旅』の57代目エンディングテーマとして使用された。このほかに『Mai Kuraki Symphonic Collection in Moscow』（2012年）収録シンフォニックバージョン、『Mai Kuraki Single Collection 〜Chance for you〜（Merci Edition）』（2019年）収録のMerciバージョンの計5バージョンが存在する。

## 演奏
Honey, feeling for me
- 鎌田真吾：トラック、プログラミング、楽器演奏
- 倉木麻衣：コーラス

P.S MY SUNSHINE
- 倉木麻衣：コーラス
- 岡本仁志 (GARNET CROW)：トラック、プログラミング、楽器演奏
- 高島信二：ギター

You look at me～one
- 倉木麻衣：コーラス
- 大賀好修：トラック、プログラミング、楽器演奏

駆け抜ける稲妻
- 倉木麻衣：コーラス
- 大賀好修：トラック、プログラミング、楽器演奏

Don't leave me alone
- 倉木麻衣：コーラス
- 大賀好修：トラック、プログラミング、楽器演奏

Love,needing 
- 倉木麻衣：コーラス
- 麻井寛史：トラック、プログラミング、楽器演奏

ダンシング
- 倉木麻衣：コーラス
- 徳永暁人：トラック、プログラミング、楽器演奏、コーラス
- マイケル・アフリック：コーラス

Tell me what
- 倉木麻衣：コーラス
- 岡本仁志：トラック、プログラミング、楽器演奏

LOVE SICK
- 倉木麻衣：コーラス
- 大賀好修：トラック、プログラミング、楽器演奏

明日へ架ける橋
- 倉木麻衣：コーラス
- 徳永暁人、池田大介：トラック

I sing a song for you
- 大野愛果：ピアノ

chance for you
- 麻井寛史、大野愛果：トラック
- 倉木麻衣、BB IKKIES：コーラス